# Score de Cushman
Le score de Cushman est un score de surveillance du sevrage alcoolique.
En prévention du delirium tremens, on traite le patient par benzodiazépines si le score de Cushman est élevé.